# 阿尔巴尼亚大学列表
除非說明，下面括號內的外語為阿爾巴尼亞語。

這是阿爾巴尼亞大學的列表。

## 公共大學

### 位於地拉那
- 地拉那大学（Universiteti i Tiranës）
- 地拉那理工大学（Universiteti Politeknik i Tiranës）
- 地拉那農業大學（Universiteti Bujqesor i Tiranes）
- 斯坎德培軍事大學（Shkolla e Oficereve）

### 位於科爾察
- 凡·諾利大學（Universiteti i Korçës）

### 位於斯庫台
- 盧伊季·古拉庫奇大學（Universiteti Luigj Gurakuqi）

### 位於吉諾卡斯特
- 埃奇雷姆·恰貝伊大學（Universiteti Eqerem Çabej）

### 位於發羅拉
- 發羅拉大學（Universiteti i Vlores）
- 伊斯梅爾·捷馬利大學

### 位於愛爾巴桑
- 阿萊克桑德爾·朱萬尼大學（Universiteti Aleksandër Xhuvani）

## 私立大學
- 地拉那美國大學（Universiteti Amerikan i Tiranës）
- 地拉那都會大學（Universiteti Metropolitan i Tiranës）
- 馬林·巴爾萊蒂大學（Universiteti Marin Barleti）
- 盧阿拉西大學（Universiteti Luarasi）
- 克里斯塔爾大學（Universiteti Kristal）

## 参看
- 阿尔巴尼亚教育